# Egymilliárd évvel a világvége előtt
Az Egymilliárd évvel a világvége előtt (oroszul: За миллиард лет до конца света) Arkagyij és Borisz Sztrugackij 1976-ban megjelent tudományos-fantasztikus regénye. Először A tudás – hatalom (Знание – сила) című folyóiratban jelent meg 1976–1977-ben.

## Történet
|  | Alább a cselekmény részletei következnek! |

A rekkenő hőség sújtotta város egyik 11 emeletes panelházának felettébb rendetlen lakásában Maljanov éppen egy bonyolult, a csillagok világával kapcsolatos számításon törte a fejét, amikor sorozatos telefonhívások zökkentették ki a gondolatmenetéből. Rövid idő múlva az ajtócsengő zavarta meg, egy házhoz is szállító élelmiszerboltból kapott egy hatalmas doboz enni- és innivalót, pedig nem is rendelt ettől a cégtől semmit. Még szerencse, hogy a számlát – állítólag korábban – a felesége már kifizette. 
Maljanovot barátja, Weingarten közben többször felhívta, de a telefonbeszélgetésüket mindig félbeszakította valami: idegesítő telefoncsörgések, vagy egy-egy váratlan látogató. A neje, Irka levelével például egy csinos lány érkezett hozzá, aki egy pár napot kívánt Leningrádban tölteni. A felesége régi barátnőjének feltűnését rizlinggel, cabernetvel és bikavérrel ünnepelték (a negyven fokban). Aznap este 10 óra körül végül a szomszédja látogatta meg, a titokzatos Sznyegovoj, aki néha nála hagyta a lakása kulcsait, ha hosszabb időre elutazott a városból. Az ezredes most is erre készült, de előtte egy pár furcsa kérdést tett fel Maljanovnak. Másnap a rendőrség nyomozója csöngetett Dmitrij lakásán, majd arról faggatta a megzavarodott férfit, hogy milyen kapcsolatban állt Sznyegovojjal, aki feltehetőleg hajnalban öngyilkos lett. A rendőrtiszt a vendégről, Lidáról is érdeklődött, de a lánynak – aki precízen rendet tett a lakásban – csak a hűlt helyét találták, egy szó nélkül lelépett. Zikov a beszélgetés végén már gyanúsítottként kezelte Maljanovot, és 15 évet jósolt neki a bíróságon, de nem tartóztatta le, csupán a konyakosüvegét vitte magával. 
A megrettent tudós elment Vecserovszkijhoz, akinek részletesen elmondta, mi minden történt vele az elmúlt 24 órában. Ebből a matematikust Maljanov bonyolult számításai érdekelték a legjobban, szerinte a fizikus a legérdekesebb helyen volt kénytelen abbahagyni az integrálást a folyamatos jövés-menés, zaklatás miatt. Dmitrijt, hazaérkezésekor a lakásán találta Weingartent, akit Vecserovszkijtól többször is hívott telefonon, de nem tudott elérni. A barátján kívül még ketten tébláboltak a konyhájában: egy ötéves kisfiú és egy óriás termetű alak: Zahar Gubar, akit az elmúlt időszakban üldöztek a nők. A két férfi beszámolt arról, hogy mindketten – bár más szakterületen: biológia, elektronika – egy korszakalkotó találmány közelébe jutottak, de valamilyen titokzatos erő nem engedi, hogy befejezhessék a munkájukat. Weingartent a minap egy vörös emberke látogatta meg, aki egy szupecivilizáció küldöttjének mondta magát, és figyelmeztette a biológust, hogy hagyjon fel a mostani kutatásaival, mert hamarosan nagy bajba kerülhet. Gubart a Kilencek Szövetsége – egy titkos, hosszú életű (nem kizárt, hogy halhatatlan) földi tudósokból, bölcsekből álló szervezet – próbálta meg az újításaiban leállítani, folyamatosan kellemetlenségeket okozva neki. Így került hozzá a kisfiú is, egy régi szerelmi kapcsolat gyümölcse, akinek állítólag ő az apja. Maljanov döbbenten hallgatta a vendégeit, úgy érezte, hogy egy ideje valakik őrá is vadásznak. 
Az idegen bolygólakókon, vagy az agg bölcseken kívül a beszélgetés során más, egyelőre megnevezhetetlen, titokzatos erők is szóba jöttek a velük megtörtént dolgok okozójaként. A vodkázás és teázás mellett a töméntelen elszívott cigaretta sem segítette feltárni a hihetetlen dolgok hihetetlen indítékait. Mikor Vecserovszkijt és a szintén a szupercivilizáció figyelmébe került Gluhov kutatót is meghívták a társaságba már fekete kaviár is terítékre került. Megállapították, hogy az emberiség fejlődési irányát szabályozni akaró titokzatos beavatkozásokkal szemben valószínűleg a nyilvánosság sem nyújt védelmet a számukra. Ha elmesélik feltételezett üldöztetésüket, akkor jó, ha nem nyilvánítják őket dilisnek, és nem zárják őket elmegyógyintézetbe. Megegyezett a véleményük abban is, hogy az egyesült emberiség közös fellépése a leküzdhetetlen, ismeretlen erő ellen még várat magára.

„Nem különcködő elbeszélés volt ez az egész. Ismét éreztem a már ismerős belső dermedtséget, helyet foglaltam a karosszékben, s átöleltem a térdem. Úgy összehúztam magam, hogy az izmaim is ropogtak. Hiszen ez én vagyok, mindez velem történik. Nem Iván cáreviccsel, nem Bolond Istókkal, hanem vélem. Könnyű Vecserovszkijnak…”

– Részlet a regényből

Weingarten nem bírta tovább, az őrület határán állt a félelemtől, Sznyegovoj ezredes sem bírta ki az idegenek nyomását, öngyilkosságba menekült, Gluhov eredeti, harcos jellemét, világnézetét megalkuvóvá sorvasztották a rá mért csapások. A marslakó huhogással nevető Vecserovszkij testét jóindulatú daganat támadta meg akkor, amikor munkájának fontos szakaszához érkezett. Pár nap óta Maljanov is a megmagyarázhatatlan események céltáblájának közepébe került.
Azután, hogy a többiek elmentek, és a matematikus kettesben maradt Maljanovval, egy újabb elmélettel állt elő. Szerinte nem földönkívüliek vagy speciális képességekkel rendelkező földi emberek álltak a furcsa beavatkozások hátterében. Hanem a világmindenség tudattalan védekező reflexe működött az entrópia és az állandóan fejlődni akaró értelem egyensúlyának felborulása miatt. Ő ezt a Homeosztatikus Világegyetemnek nevezte el, és kozmikus méretű ösztönös törvényszerűségnek tartotta, mely az emberi tevékenység egy részét veszélyesnek érzékelte, ezért próbálja megakadályozni, nehogy a tudósok kutatásainak eredményeképpen egyszer egy földi szupercivilizáció jöjjön létre, és egymilliárd év múlva esetlegesen bekövetkezhessék az általuk előidézett világvége.
Azt mondták, a halál-óceánhoz vezet utam, s én félúton megfordultam. Azóta zegzugos zsákutcákba jutok csak, csupa kerülő út kanyarog előttem…
Váratlanul Irka, Dmitrij felesége érkezett haza remegve és sírva Ogyesszából, mert Sznyegovoj táviratozott neki, hogy Maljanov veszélybe került. Az asszonynak többszörösen is terhes, átszállásokkal megszakított repülőútja volt. A nő a beszámolója után rögtön mély alvásba zuhant. Maljanov közben azon gondolkodott, hogy elmesélje-e a kedvesének, a vele történt furcsaságokat. De miután egy ideig – főleg egy váratlanul előkerülő, idegen névre szóló személyi igazolvány és a szobában fekvő asszonyt megvilágító sejtelmes fény hatására – boszorkánynak vélte a feleségét, felhagyott a tervével. A vele történő miniperpatvarok és -kalamajkák elemzése után dolgozni kezdett, letisztázta a legújabb vázlatait egy füzetbe. A felesége felébredt, utána egy izgalmas vakációzást tervezett a férjével: Kirovszkba utazzanak a hegyek közé, síelni. Az lakóház udvaráról felhangzó zajra az ablakhoz mentek: a korábban kopár terület közepén egy hatalmas fa állt, az összeverődő emberek csodálkozva nézték, ez a növény tegnap még nem volt itt, rendőrök vizsgálták a talajt körülötte, hogyan kerülhetett ide a semmiből.
Weingarten egy újabb látogatása során közölte Maljanovval, hogy bedobja a törülközőt, elfogadja egy újonnan létrejövő (az idegenek által már korábban felkínált) intézet igazgatói címét, felhagy a revertázok körében végzett munkájával. Hamarosan felkeresi Vecserovszkijt, aki átveszi tőle az eddigi kutatások dokumentációját. Don Quijote-nak nevezte a matematikust, aki már többektől átvette az általuk feladott munkákat. Valentyin után Zahar is megjelent – már a fura gyermek nélkül -, ő is Vecserovszkijt kereste, neki már békét hagytak „azok”: hiszen abbahagyta a kísérleteit a fadingekkel.
Maljanov még elszántabban kezdett el dolgozni, ő nem hagyta magát, folytatta „A csillagok és a diffúz anyag kölcsönhatásának kérdéséhez a Galaktikában” témakörben végzett vizsgálatait. Irka azonban egy – a számára ismeretlen – rózsaszínű melltartót tett le a férje elé, majd sírva kiment a konyhába. A férfi ezek után részletesen elmondta az elmúlt két napban történteket, egyetlen apróságot sem hagyott ki az elbeszéléséből. A nő arcán a bizalmatlanságot és reményt a csodálkozás, a nyugtalanság, a félelem és a szánalom váltotta fel. A házaspár az egymás iránti bizalomban és szeretetben megerősödve került ki a megbeszélésből. Maljanovszkij azonban mégsem folytatta a munkáját, mert este egy táviratot kaptak.

„Az anyósomtól jött.
HOLNAP ÉRKEZÜNK BOBKÁVAL VÁRJATOK 425-ÖS JÁRAT BOBKA HALLGAT MEGSÉRTI HOMEOPATIKUS VILÁGEGYETEMET CSÓKOL ANYA
S lejjebb még egy csík volt odaragasztva:
HOMEOPATIKUS VILÁGEGYETEM – így.”

– Részlet a regényből (156-157. oldal)

Maljanov nem akart kapitulálni, de azonnal megértette a célzást, a gyermekével zsarolták. Vecserovszkijhoz ment, akinek a lakásában robbanás történt, csupa füst és korom volt minden. A matematikus a fenyegetések elől a Pamírban akart elbújni. Irattartók sokaságát viszi majd magával: Weingartenét, Gluhovét, Maljanovét és másokét, akiken fogást talált az ismeretlen erő. Ezt az erőt akarta kijátszani, megismerni, megszelídíteni. Azt remélte, hogy ebben a küzdelmében nem lesz egyedül.
…s gömbvillámokkal fogják bombázni, rémálmokkal zaklatni, összefagyott alpinistákat küldenek hozzá, főképp nőket, lavinákat zúdítanak rá, összekeverik körülötte a teret és az időt, s végül valahogy csak megrémisztik. Vagy nem rémisztik meg. S lehet, hogy felfedez valami törvényszerűséget a gömbvillámok megjelenése és az összefagyott alpinistanők rohama között…
|  | Itt a vége a cselekmény részletezésének! |

## Szereplők
- Dmitrij Alekszejevics Maljanov, asztronómus
- Valentyin Andrejevics Weingarten, biológus
- Filipp Pavlovics Vecserovszkij, matematikus
- Zahar Gubar mérnök, elektronikai szakember
- Arnold Pavlovics Sznyegovoj ezredes, fiziko-kémikus, rakétaszakértő
- Vladlen Szemjonovics Gluhov, orientalista
- Irka, Maljanov felesége
- Lida Ponomarjova, Irka barátnője
- Igor Petrovics Zikov, nyomozó csoportfőnök
- Kaljam, Maljanov macskája

## A kapcsolatfelvétel
Azt hihettük, hogy a kapcsolatfelvétel témakörének minden változatát kigondolták és megírták már a tudományos-fantasztikus irodalomban. Sztrugackijék új könyve, az Egymilliárd évvel a világvége előtt rácáfolt erre a hiedelemre. Az idegenek eddig is beavatkoztak a földlakók életébe, de beavatkozásuk módja sohasem volt ilyen átgondolt és titokzatos. A regény tudós szereplői nem is értik az összezsúfolódó véletleneket, s csak később, de akkor már későn, fedezik fel a véletlenek mögül előbukkanó szándékosságot, amely tudományos munkájukat akarja meggátolni, szinte üldözöttségük paranoid rögeszméjét táplálva beléjük. A befolyásolás taktikája igen változatos, tévedésnek látszó esetektől a mézeskalácsot vagy a halált kínáló ajánlatokig terjed. A regény hősei még abban sem lehetnek biztosak, hogy egy szupercivilizáció képviselőivel, vagy éppen a szupercivilizáció kialakulását megakadályozni kívánó Homeosztatikus Világmindenséggel állnak-e szemben. Sorra megtörnek az ellenséges nyomás alatt, az életösztön erősebb a tudományos kíváncsiságnál. Komor könyv lenne Sztrugackijék regénye, ha ezekkel a fegyverletételekkel érne véget. Csakhogy van a hősök között valaki – Vecserovszkij, a matematikus –, aki nem riad vissza az életveszélytől sem, összegyűjti barátai befejezetlen munkáit, s elszánja magát, hogy félig-meddig illegalitásba vonulva folytatja a kutatást és a harcot. Hiszen az ellenállás lehetséges, mert az idegen erő vak természeti erő, és mert „egymilliárd év van előttünk, de már most el lehet kezdeni”, így szaporítja Vecserovszkij Sztrugackijék kemény, makacs, kitartó hőseinek sorát, a fantasztikum oldaláról mutatva példát a valóságnak.

## Magyarul
- Egymilliárd évvel a világvége előtt. Tudományos fantasztikus regény; ford. Földeák Iván, utószó Kuczka Péter; Kozmosz Könyvek, Bp., 1978 (Kozmosz Fantasztikus Könyvek)
- Világvége a szomszédban; ford. Földeák Iván, Metropolis Media, Bp., 2018 (A marslakók második inváziója című kisregénnyel együtt) (Galaktika Fantasztikus Könyvek)[4]

## Feldolgozások
A regényből Félix László rendezésében 1983-ban magyar tévéjáték készült. A film főszereplői Balázs Péter, Bálint András, Bánsági Ildikó, Dunai Tamás és Kalocsay Miklós voltak.[forrás?]
A Szovjetunióban 1988-ban Alekszandr Szokurov készített filmet Дни затмения címmel a műből.